# Padi (Tulakan)
Padi is een bestuurslaag in het regentschap Pacitan van de provincie Oost-Java, Indonesië. Padi telt 5319 inwoners (volkstelling 2010).